# Tromb (tidning)
Tidningen Tromb var ett partipolitiskt och religiöst obundet samhällsmagasin som gavs ut av den ideella föreningen Tromb med start år 2001. Tidningen hade sporadisk utgivning och lades ner 2007. Målgruppen var samhällsintresserade unga i åldern 16-35 år och innehållet kretsade kring samhällsreportage med fokus på demokrati, inflytande, bostadsbrist, arbetslöshet och generationsklyftor. Upplagan låg mellan 16 000 och 25 000 exemplar. Trots att tidningen inte var en gratistidning så distribuerades den ändå gratis till tusentals unga i målgruppen, bland annat genom samarbete med ett flertal studentkårer. Tidningen byggde till stor del sin ekonomi på projektbidrag. Till exempel från Ungdomsstyrelsen, Konsumentverket och Allmänna Arvsfonden.